# Tabanus antarcticus
Tabanus antarcticus är en tvåvingeart som beskrevs av Carl von Linné 1758. Tabanus antarcticus ingår i släktet Tabanus och familjen bromsar. Inga underarter finns listade i Catalogue of Life.